# Salem Al Fakir

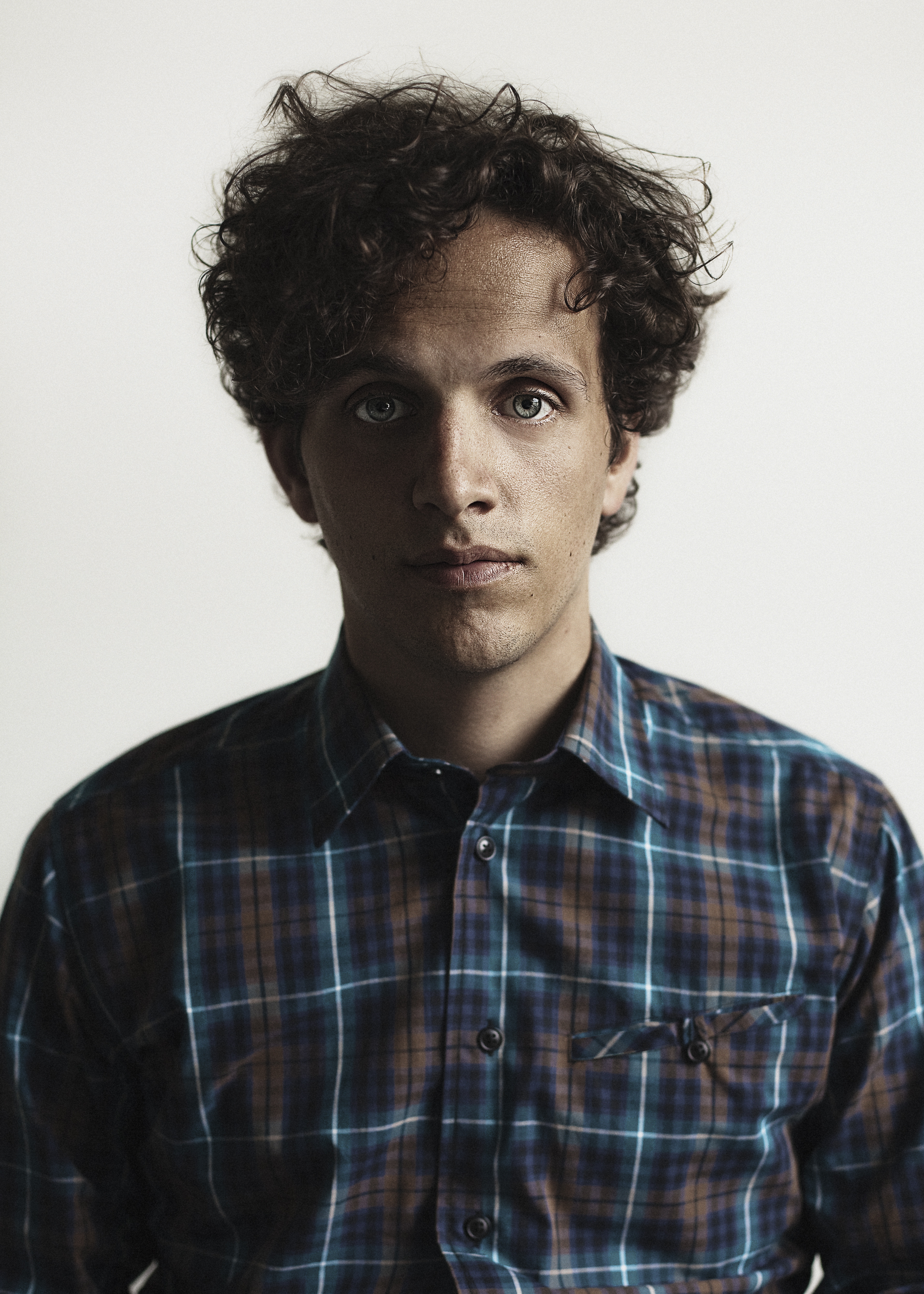
Al Fakir (2014)

Salem Lars Al Fakir (* 27. Oktober 1981 in Huddinge, Stockholms län) ist ein schwedischer Musiker und Sänger. Während er in Schweden bereits seit Karrierebeginn Erfolge feiert, ist er über die Grenzen durch Kollaborationen mit Avicii und Axwell Λ Ingrosso bekannt. Er ist als Autor und Sänger gemeinsam mit Vincent Pontare fester Bestandteil letzteren Projekts. Pontare und Al Fakir sind weiterhin als Vargas & Lagola aktiv.

## Biografie

### Leben
Salem Al Fakirs Vater Nabil ist syrischen Ursprungs und stammt aus Damaskus, während seine Mutter, Inger, aus Schweden kommt. Salem ist das vierte von sechs Geschwistern (Aminah, Ayman, Nassim, Sami und Fares).
Al Fakir lernte bereits mit vier Jahren Geige zu spielen und tourte daraufhin als Solo-Geiger durch Russland. Im Alter von vierzehn Jahren kehrte er nach Schweden zurück, um Jazz-Piano zu studieren. Er ist zudem Komiker, besonders online. Er veröffentlichte sein Debüt-Album Ute och cyklar im Februar 2012.
Zusammen mit seiner Frau Caroline hat Salem eine Tochter, Greta, geboren am 6. März 2012.

### Karriere
Im Herbst 2006 veröffentlichte Salem Al Fakir seine erste EP unter dem Namen Dream Girl. Sein Debütalbum erschien im Januar 2007. Es wurde zu einem großen Erfolg und stieg bis auf Platz eins der schwedischen Charts. Zudem gab Al Fakir bekannt, dass er das gesamte Album allein in seinem Schlafzimmer und Keller aufgenommen habe und verantwortlich für das Schreiben, Mischen und Produzieren des Albums war. Ebenso spielte er alle Instrumente auf dem Album selbst, abgesehen von Hörnern, die sein Bruder Sami, und dem Schlagzeug bei Dream Girl und Bright Side Of Life, das von Tim Lundblad gespielt wurde.
Good Song und This Is Who I Am sind zwei weitere Single-Auskopplungen. Die ebenfalls schwedischen Produzenten Axwell und Sebastian Ingrosso remixten den Song von It's True und veröffentlichten ihn als Single. Er stieg bis in die obere Charthälfte und übertraf den Erfolg des Originals.
Seine Neuaufnahme von It’s Only You, ein Track seines Debütalbums, erschien unter dem neuen Titel It’s Only You (Part II) und wurde in dem Werbespot für den Volvo XC60 verwendet. Eine EP mit den Liedern It’s Only You Part II, Twelve Fingers, Dream Girl und It’s True wurde in mehreren europäischen Ländern im November 2008 veröffentlicht.
Unter dem Pseudonym Salem erschien die Single Astronaut am 4. März 2009 in Schweden. Das dazugehörige, gleichnamige Album wurde am 18. März 2009 veröffentlicht. Roxy war die nächste Single-Auskopplung aus dem Album. Beide Singles sowie das Album erreichten die Charts.
Am 16. November 2009 wurde Salem Al Fakir als Teilnehmer für das Melodifestivalen 2010, den schwedischen Vorentscheid zum Eurovision Song Contest, benannt. Er trat dort mit dem Song Keep On Walking, den er selber geschrieben und komponiert hatte, an. Er schaffte es bis ins Finale des Vorentscheids, das am 13. März 2010 in Stockholm stattfand. Dort unterlag er aber schließlich Anna Bergendahl und belegte den zweiten Platz. 4 O'Clock war die nächste Single aus seinem dritten Album Ignore This. Das Lied wurde in der TV-Werbekampagne für die Telia phone company im Jahr 2010 vorgestellt.
Zudem war Al Fakir Co-Produzent und Sänger des Tracks Silhouettes des schwedischen DJs Avicii. Das Lied wurde offiziell am 27. April 2012 veröffentlicht und konnte hohe Chartplatzierungen in verschiedenen europäischen Ländern erreichen. Höchstposition war Platz 11 in Schweden. Ab diesem Zeitpunkt kam es zu mehreren Kollaborationen mit Avicii. Im Folgejahr erschien ihre gemeinsame Single You Make Me, mit der er erstmals Platz eins der schwedischen Singlecharts erreichte.
Am 13. Juni 2015 sang er zur Hochzeit von Carl Philip von Schweden und Sofia Hellqvist den Song Fix You der Band Coldplay.
Er ist bei Little Stereo Recordings/Warner Music Sweden unter Vertrag.

### Als Songwriter
Bereits vor Anfang seiner Solokarriere war Al Fakir als Songwriter aktiv. So wirkte er bei Ph3s Medicin und Snooks Längst Fram I Taxin als Songwriter sowie auch als Produzent mit. Das Musikvideo des Tracks wurde für einen Grammis MTV Award in der Kategorie Bestes Musikvideo nominiert.
2011 beteiligte sich Al Fakir an Skarp Oskars Studioalbum Songs in the Tree of Life, bei dem er nicht nur als Songwriter aktiv war, sondern auch zu ausgewählten Liedern den Gesang beisteuerte. Für das gesamte Veronica-Maggio-Album Handen i fickan fast jag bryr mig und das Petter-Album Början på allt agierte er als Songwriter und Komponist. Bei beiden Studioalben arbeitete Al Fakir mit dem ebenfalls schwedischen Musiker Vincent Pontare zusammen.
Fortan entwickelten sich Al Fakir und Pontare zu einem festen Duo. Zu Aviciis Debüt-Album True steuerten sie die beiden Lieder Hey Brother und You Make Me bei, wobei Al Fakir letzteres auch sang.
2014 gründeten die beiden Swedish-House-Mafia-Mitglieder Axwell und Sebastian Ingrosso das Projekt Axwell Λ Ingrosso, von dem Al Fakir und Pontare fester Bestandteil wurden. Sie agierten hier auch nicht nur als Songwriter, sondern auch als Sänger. Bereits die Debüt-Single Something New wurde zu einem großen Erfolg in der EDM-Szene. 2015 traten sie erstmals auch mit den Leadern Axwell und Ingrosso auf, worin auch der Ursprung von Vargas & Lagola lag.
Ebenfalls 2015 waren sie Teil der Teams hinter Madonnas Studioalbum Rebel Heart und Galantis’ Call If You Need Me. Parallel arbeiteten sie auch außerhalb der Dance- und EDM-Musik mit Musikern wie Miike Snow und Seinabo Sey zusammen.

## Diskografie

### Alben
| Jahr | Titel            | Höchstplatzierung, Gesamtwochen, AuszeichnungChartsChartplatzierungen (Jahr, Titel, Platzierungen, Wochen, Auszeichnungen, Anmerkungen) | Anmerkungen |
| Jahr | Titel            | SE | Anmerkungen |
| ---- | ---------------- | --- | ----------- |
| 2006 | Dream Girl       | — | EP          |
| 2007 | This Is Who I Am | SE1 (44 Wo.)SE |             |
| 2009 | Astronaut        | SE7 (11 Wo.)SE | als Salem   |
| 2010 | Ignore This      | SE1 (28 Wo.)SE |             |

### Singles
| Jahr | Titel Album                       | Höchstplatzierung, Gesamtwochen, AuszeichnungChartsChartplatzierungen (Jahr, Titel, Album, Platzierungen, Wochen, Auszeichnungen, Anmerkungen) | Anmerkungen                                    |
| Jahr | Titel Album                       | SE | Anmerkungen                                    |
| ---- | --------------------------------- | --- | ---------------------------------------------- |
| 2006 | Dream Girl                        | SE25 (13 Wo.)SE |                                                |
| 2006 | Good Song This Is Who I Am        | SE36 (11 Wo.)SE |                                                |
| 2007 | It’s True –                       | SE38 (3 Wo.)SE | Axwell + Sebastian Ingrosso vs. Salem Al Fakir |
| 2008 | It’s True This Is Who I Am        | SE42 (2 Wo.)SE |                                                |
| 2008 | This Is Who I Am                  | SE43 (1 Wo.)SE |                                                |
| 2008 | It’s Only You (Part II) Astronaut | SE41 (4 Wo.)SE | als Salem                                      |
| 2009 | Astronaut                         | SE34 (5 Wo.)SE |                                                |
| 2010 | Keep On Walking Ignore This       | SE3 (20 Wo.)SE |                                                |
| 2010 | 4 o’Clock Ignore This             | SE49 (5 Wo.)SE |                                                |

Weitere Singles
- 2009: Roxy
- 2010: Split My Personality
- 2011: Remedy (feat. J-Son)
- 2011: I’m So Happy (mit Josephine Bornebusch)
- 2011: Hold Me Down (mit Jay Ghartey & Oskar Skarp)
- 2011: In the Music (mit Oskar Skarp, Linn & Stefan Segolson)

Gastbeiträge
Salem Al Fakir wurde nicht als Mitinterpret genannt, aber als Sänger in den Lieddaten aufgeführt.

| Jahr | Titel Interpret                  | Höchstplatzierung, Gesamtwochen, AuszeichnungChartplatzierungen (Jahr, Titel, Interpret, Platzierungen, Wochen, Auszeichnungen, Anmerkungen) | Höchstplatzierung, Gesamtwochen, AuszeichnungChartplatzierungen (Jahr, Titel, Interpret, Platzierungen, Wochen, Auszeichnungen, Anmerkungen) | Höchstplatzierung, Gesamtwochen, AuszeichnungChartplatzierungen (Jahr, Titel, Interpret, Platzierungen, Wochen, Auszeichnungen, Anmerkungen) | Höchstplatzierung, Gesamtwochen, AuszeichnungChartplatzierungen (Jahr, Titel, Interpret, Platzierungen, Wochen, Auszeichnungen, Anmerkungen) | Höchstplatzierung, Gesamtwochen, AuszeichnungChartplatzierungen (Jahr, Titel, Interpret, Platzierungen, Wochen, Auszeichnungen, Anmerkungen) | Höchstplatzierung, Gesamtwochen, AuszeichnungChartplatzierungen (Jahr, Titel, Interpret, Platzierungen, Wochen, Auszeichnungen, Anmerkungen) | Anmerkungen   |
| Jahr | Titel Interpret                  | DE | AT | CH | UK | US | SE | Anmerkungen   |
| ---- | -------------------------------- | --- | --- | --- | --- | --- | --- | ------------- |
| 2012 | Silhouettes Avicii               | DE87 (2 Wo.)DE | AT26 (13 Wo.)AT | — | UK22 (21 Wo.)UK | — | SE11 (41 Wo.)SE | auch Mitautor |
| 2013 | You Make Me Avicii               | DE34 (12 Wo.)DE | AT7 (14 Wo.)AT | CH29 (2 Wo.)CH | UK5 (22 Wo.)UK | US85 (1 Wo.)US | SE1 (34 Wo.)SE | auch Mitautor |
| 2014 | Something New Axwell Λ Ingrosso  | — | — | — | UK22 (5 Wo.)UK | — | SE20 (21 Wo.)SE | auch Mitautor |
| 2015 | On My Way Axwell Λ Ingrosso      | — | — | — | UK100 (1 Wo.)UK | — | SE18 (22 Wo.)SE | auch Mitautor |
| 2015 | Sun Is Shining Axwell Λ Ingrosso | DE51 (8 Wo.)DE | AT13 (15 Wo.)AT | CH41 (8 Wo.)CH | UK56 (2 Wo.)UK | — | SE1 (34 Wo.)SE | auch Mitautor |

Weitere Chartplatzierungen hatte Al Fakir ab 2018 mit Vargas & Lagola.

## Songwriting (gemäß ASCAP)
2005:
- Ph3 - Medicin

2006:
- Snook – Längst fram i taxin

2011:
- Eric Saade - Rocket Science
- Skarp Oskar - Jamsession
- Skarp Oskar - Runaway

2012:
- Avicii - Silhouettes
- Sarah Dawn Finer - Sagan om oss två (feat. Salem Al Fakir)

2013:
- Veronica Maggio - Bas gillar hörn
- Veronica Maggio - Dallas
- Veronica Maggio - Hädanefter
- Veronica Maggio - I min bil
- Veronica Maggio - Jag lovar
- Veronica Maggio - Låtsas som det regnar
- Veronica Maggio - Sergels Torg
- Veronica Maggio - Trädgården en fredag
- Veronica Maggio - Va kvar
- Veronica Maggio & Håkan Hellström - Hela huset
- Petter - Alla vet
- Petter - April
- Petter - Arbete
- Petter - Början på allt
- Petter - Fristad
- Petter - Juni
- Petter - King
- Petter - Maj
- Petter - Mighty
- Petter - Minnen 2
- Petter - Sitter på en dröm
- Petter – Släpp mig fri
- Petter – Tills döden skiljer oss åt
- Seinabo Sey - Younger
- Avicii - Hey Brother

2014:
- Avicii feat. Robbie Williams - The Days
- Axwell Λ Ingrosso - Something New
- Wyclef Jean feat. Avicii - Divine Sorrow
- David Guetta feat. Sia & Fetty Wap - Bang My Head
- Mapei - Believe

2015:
- Madonna - Heartbreakcity
- Madonna - Messiah
- Madonna - Rebel Heart
- Madonna - Wash All Over Me
- Axwell Λ Ingrosso - On My Way
- Avicii - Waiting for Love
- Galantis - Call If You Need Me
- Galantis - Dancin’ to the Sound of a Broken Heart
- Galantis - Gold Dust
- Galantis - Help
- Galantis - Kill ’Em with the Love
- Galantis - Smile
- Galantis - You
- Axwell Λ Ingrosso - Sun Is Shining
- Miike Snow - Heart Is Full
- Seinabo Sey - Hard Time
- Seinabo Sey - Pistols at Dawn
- Seinabo Sey - Poetic
- Seinabo Sey - Ruin
- Seinabo Sey - Sorry

2016:
- Veronica Maggio - Den första är alltid gratis
- Veronica Maggio - Vi mot världen
- Veronica Maggio - Pang Pang
- Axwell - Barricade
- MishCatt - Another Dimension

2017:
- Axwell Λ Ingrosso - More Than You Know
- Axwell Λ Ingrosso - Renegade (auch Sänger)
- Johnossi - On a Roll
- Avicii feat. Sandro Cavazza - Without You

2018:
- Ghost - Dance Macabre
- Ghost - Life Eternal
- Seinabo Sey - I Owe You Nothing
- Seinabo Sey - Good in You

2019:
- Frank Walker & Astrid S - Only When It Rains
- Ghost - Kiss the Go-Goat
- Ghost - Mary on a Cross

2020:
- Galantis & Hook n Sling feat. Dotan - Never Felt a Love Like This
- Lady Gaga with Elton John - Sine from Above
- Paloma Faith - Better Than This